# 張之萬
張之萬（1811年—1897年），字子青，號鑾坡，清朝狀元，政治人物。直隸天津府南皮縣（今屬河北省）人。為官數十年，官至太子太保、東閣大學士。卒謚文達。

## 生平

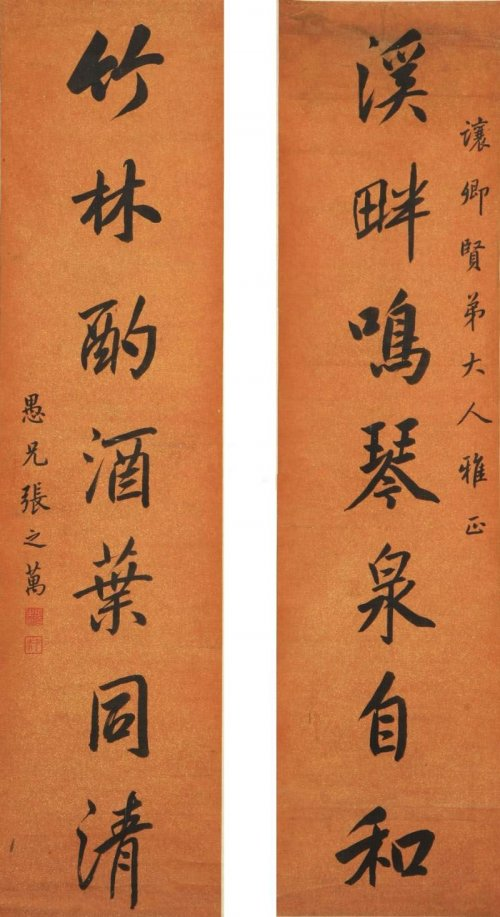
張之萬手書對聯

### 出身
張之萬生于嘉慶十六年（1811年），道光十七年（1837年）丁酉科拔貢，十九年（1839年）以七品京官分刑部學習行走，二十年（1840年）考中庚子科舉人，二十七年（1847年）中试丁未科一甲第一名進士（状元），授翰林院修撰。

### 仕途早期
道光二十九年（1849年），出任湖北鄉試副考官。咸豐二年（1852年），出督河南學政。太平軍北伐攻克歸德，進逼開封，之萬上言防剿事宜，多被采納。不久，之萬被召還京師，教授鍾郡王讀書。由侍讀累遷內閣學士。同治元年（1862年），擢升禮部侍郎，兼署工部。

### 出任封疆
河南州縣因“苛派擅殺”而被御史劉毓楠奏劾，朝廷命之萬前往考察，證明屬實，巡撫鄭元善等人被處分，由之萬代理巡撫職務。此後盡力鎮壓捻軍。同治四年（1865年），改任河道總督。僧格林沁在曹州戰死，之萬也被牽連，革職留任。同治五年（1866年），移漕運總督。同治六年（1867年），淮軍在揚州捕獲捻軍首領賴文光，東捻軍被剿滅。之萬被賜花翎、頭品頂戴。同治七年（1868年），圍剿西捻軍得勝。同治九年（1870年），調任江蘇巡撫（期间居于苏州拙政园，并在园中设立“八旗奉直会馆”），次年遷閩浙總督，同年即因母老乞求歸養。
张调任江苏巡抚之前，曾跟江宁将军魁玉一起初步调查刺马案，作成结论认为案犯张汶祥是单独作案，没有主谋，且为自己和他人报仇。

### 起復軍機
光緒八年（1882年），張之萬被起用為兵部尚書，調刑部。光緒十年（1884年），入軍機處，兼署吏部，充任上書房總師傅、協辦大學士。光緒十五年（1889年），授體仁閣大學士，轉東閣大學士。甲午戰爭事起，之萬罷退。又二年，因病致仕。光绪二十二年（1897年）卒，贈太保，諡文達，入祀賢良祠。

## 家族
從弟張之洞，晚清洋務名臣。有三子：張嘉蔭(字同叔）官大理評事，善書畫。其女張崇符適李焜瀛,另一女張氏嫁李國傑; 张瑞蔭（字蘭浦），官刑部郎中、监察御史;另一子張同蔭。 孙張奎正，張元驥 ，張星驥，張公驌等。

## 作品
著《張文達公遺集》，與許彭壽等编纂《治平寶鑒》。工詩詞，善書畫，山水畫與戴熙齊名，有“南戴北張”之稱。居住在拙政园时，画《吴园图十二册》（江苏按察使李鸿裔题诗，载李鸿裔《蘇鄰遺詩》）。
2012年2月，南皮縣政府曾舉辦《纪念张之万诞辰200周年书画展》

## 延伸阅读
[在维基数据编辑]
 《清史稿·卷438》，出自趙爾巽《清史稿》
 在维基共享资源阅览影像

## 外部連結
- 張之萬 南皮縣人民政府
- 張之萬 （页面存档备份，存于） 中研院史語所

| 官衔          | 官衔                                                                            | 官衔          |
| ------------- | ------------------------------------------------------------------------------- | ------------- |
| 前任： 鄭元善 | 河南巡撫 1862年－1865年                                                         | 繼任： 吳昌寿 |
| 前任： 鄭敦謹 | 河東河道總督 1865年－1866年                                                     | 繼任： 蘇廷魁 |
| 前任： 吳棠   | 漕運總督 1866年－1870年                                                         | 繼任： 張兆棟 |
| 前任： 張兆棟 | 江蘇巡撫 1870年－1871年                                                         | 繼任： 何璟   |
| 前任： 毛昶熙 | 兵部漢尚書 光緒八年二月戊辰－光緒九年正月丙午 （1882年3月30日－1883年3月3日）   | 繼任： 彭玉麟 |
| 前任： 潘祖蔭 | 刑部漢尚書 光绪九年正月丙午－光绪十五年正月辛酉 （1883年3月3日－1889年2月14日） | 繼任： 孫毓汶 |